# Baha (Foho-Ai-Lico)
Baha ist eine osttimoresische Aldeia im Suco Foho-Ai-Lico (Verwaltungsamt Hato-Udo, Gemeinde Ainaro). 2015 lebten in der Aldeia 784 Menschen.

## Geographie und Einrichtungen
Die Aldeia Baha liegt im Nordosten von Foho-Ai-Lico. Westlich befindet sich die Aldeia Ailora, südlich die Aldeia Lebo-Mera und südöstlich die Aldeia Raimerlau. Im Nordosten grenzt Baha an das Verwaltungsamt Same (Gemeinde Manufahi) mit dem Suco Dai-Sua und der Aldeia Lapuro (Suco Babulo). Die Grenze zu Same bildet der Aiasa, ein Nebenfluss des Caraulun. Nach Süden markiert die südliche Küstenstraße Osttimors, die hier etwas weiter landeinwärts verläuft, den Grenzverlauf zu den Nachbar-Aldeias. Daher liegen die Ortschaften an der Straße nur zum Teil in der Aldeia Baha. Diese geteilten Orte sind Beikala, Kulolola, Beko und Kaisera (Caisero, Caesero). Von Beikala aus führt eine Straße nach Norden, an der sich Gebäude bis an den Aiasa heran verteilen.
Auf dem Gebiet von Baha liegen die Grundschulen von Beikala und Kaisera.

## Politik
2023 wurde Nasario das Dores zum Chefe de Aldeia gewählt.